# Очарованный странник
«Очаро́ванный стра́нник» — повесть Николая Семёновича Лескова, написанная в 1872—1873 годах. Входит в цикл «Праведники».

## История создания и публикации

Бронзовые скульптуры героев повести — Ивана Северьяновича и Грушеньки, у памятника Н. С. Лескову в Орле

Летом 1872 года Лесков совершил путешествие по Ладожскому озеру на остров Валаам, где жили монахи, и в город Корелу. Именно тогда родился замысел истории о русском страннике-пленнике. К концу года рассказ был написан, озаглавлен «Чернозёмный Телемак» и предложен к публикации редакции журнала «Русский вестник». Впрочем, ссылаясь на «сыроватость» произведения, главный редактор журнала М. Н. Катков отказал автору.
Повесть впервые была опубликована в газете «Русский мир», с 8 августа по 19 сентября 1873 года, под заглавием «Очарованный странник, его жизнь, опыты, мнения и приключения» и с посвящением С. Е. Кушелеву (именно в его доме Лесков впервые читал повесть).

## Сюжет
Неназванный рассказчик и его друг встречают на пароходе незнакомца в рясе с внешностью былинного богатыря. Тот им рассказывает свою жизнь.
Иван Северьянович Флягин родился в семье крепостных. В юности он случайно становится причиной гибели монаха, который позже в видении рассказывает Флягину, что тот был «обещан Богу» своей матерью, а потому, несмотря на отказ идти в монастырь, он всё равно туда попадёт после уготовленных ему испытаний. В течение жизни Флягин проходит через множество событий, включая заботу о кривоногой девочке, участие в дуэли на плетях, десять лет татарского плена, любовь к цыганке Груше и её убийство, службу в армии на Кавказе. В конце концов Флягин идёт в монастырь. Но и там, вероятно, его жизненный путь не завершится; монах твёрдо уверен, что не за горами большая война и что ему доведётся на ней «за народ помереть».

## Отзывы современников
Н. К. Михайловский указывал на «отсутствие какого бы то ни было центра», так что, по его словам, есть «…целый ряд фабул, нанизанных как бусы на нитку, и каждая бусинка сама по себе и может быть очень удобно вынута и заменена другою, а можно и ещё сколько угодно бусин нанизать на ту же нитку».

## Художественные особенности
Повествовательная организация романа представляет собой сказ — воспроизведение устной речи, имитацию импровизационного рассказа. Причём воспроизводится не только манера речи рассказчика, Ивана Северьяновича Флягина, но и речевые особенности тех персонажей, о которых он рассказывает.
Формально роман обнаруживает сходство с каноном жития: рассказ о детстве героя, последовательное жизнеописание, борьба с искушениями.
Роман делится на 20 глав, первая представляет собой своеобразную экспозицию, пролог, остальные повествуют о жизни героя и являются отдельными, более или менее законченными историями, в то время как цельного сюжета произведение не имеет. Логика повествования определяется не хронологией событий, а воспоминаниями и ассоциациями рассказчика («что вспомню, то, извольте, могу рассказать»). Лесков считал, что подобная форма должна заменить собой традиционный роман XIX века.

## Адаптации

### Инсценировки
- 2002 — опера «Очарованный странник» Р. К. Щедрина

### Экранизации
- 1963 — Очарованный странник
- 1990 — Очарованный странник